# Върховен касационен съд
Върховният касационен съд (ВКС) на България (от френската cassation, през руската касация, със значение на „анулиране“, „отмяна“) е висшата съдебна инстанция в България. Осъществява върховен съдебен надзор върху гражданските, наказателните, военните и търговските дела и налага точно и еднакво прилагане на законите от всички съдилища. Решенията на Върховния касационен съд са окончателни и не подлежат на обжалване. В него днес работят 85 съдии с над 15 години юридически стаж, разпределени в три колегии: гражданска, наказателна и търговска. ВКС разглежда жалби и протести срещу актове на окръжните съдилища, когато същите са действали като втора инстанция, и срещу актове на апелативните съдилища. При възникване на въпрос за конституционосъобразност, съдът може да го отнесе до Конституционния съд.

## Структура
Върховният касационен съд се състои от гражданска, търговска и наказателна колегия. Председателите и заместник-председателите на касационния съд ръководят колегиите.
Председателят на Върховния касационен съд се назначава за срок от 7 години от президента на Република България, по предложение на Висшия съдебен съвет. Председателят на Върховния касационен съд изпълнява следните по-важни функции:
- осъществява организационното ръководство на работата на Върховния касационен съд и го представлява
- свиква и ръководи заседанията на пленума на ВКС
- прави предложение за издаване на тълкувателни решения
- назначава и освобождава служителите в съда

## Заседания
Върховният касационен съд заседава в състав от трима съдии, освен ако със закон е предвидено друго.

## История
Създаден е през 1878 г. Първият му председател е Димитър Греков

### 1880 – 1944
Върховният касационен съд е открит на 25 май 1880 година по силата на Закона за устройството на съдилищата.

### 1944 – 1991
След Деветосептемврийския преврат през 1944 година правителството започва да приема наредби-закони, с които създава извънреден Народен съд. Голям брой съдии и други служители на съдебната система са интернирани, изпратени в затвора или убити. С Димитровската конституция от 1947 година се създава нова съдебна организация. Върховният касационен съд, Върховният административен съд и Върховният военен съд са слети в новосъздадения Върховен съд на Народна република България. Неговите членове се избират от Народното събрание, като мнозинството са членове на Българската комунистическа партия. Върховният съд разглежда като първа инстанция делата на подсъдими министри, генерали, прокурори, съдии и следователи, а като втора инстанция се произнася по жалби и протести срещу съдебни актове на други правораздавателни органи.
През следващите години съдът трябва да се отчита за дейността си на Народното събрание и неговия Президиум (след 1971 година – Държавен съвет). Той се състои от Наказателна, Гражданска и Военна колегия, като дори получава право на законодателна инициатива.

### 1991 –
Конституцията от 1991 (приета през юли същата година) възстановява Върховния касационен съд, както и Върховния административен съд (който започва да функционира през 1996 г.) и автономността на съдебната система. Избирането на ВКС става организационно възможно с приемането на Закона за съдебната власт (1994), а на практика – от 1996 г. Правораздаването се осъществява и от апелативни, окръжни, военни и районни съдилища. Съдебното производство се разделя на три инстанции. Върховният касационен съд правораздава като трета касационна инстанция, осъществява върховен надзор за точно и еднакво прилагане на закона, контролира законосъобразността на съдебните актове и решава споровете за подсъдност (чл. 81). Той е висшата съдебна инстанция по наказателни, граждански и търговски дела.